# Short Round
Wan Li, más conocido por su apodo Short Round (Tapón en España, Taponcito Rapaz en Latinoamérica), o simplemente Shorty, es un personaje ficticio de la serie de películas Indiana Jones, un niño huérfano de once años tras el bombardeo de Shanghái en 1932. Es el pequeño ayudante de Indiana Jones en la segunda entrega (la primera por orden cronológico de la serie Indiana Jones); Indiana Jones and the Temple of Doom.

## Historia
Es esencial para liberar a Indiana y al maharajá de Pankot del control psíquico de Mola Ram. La novelización explica que Short Round nació como Wan Li (en chino: 萬麗) en 1924. A pesar de asistir a una escuela cristiana, respeta la mitología china y cree que el elefante bebé que lo transporta a la India es una reencarnación de su hermano Chu. Inmigra a los Estados Unidos con Jones siguiendo su aventura. En la película, Short Round se escucha con frecuencia hablando el dialecto chino cantonés (a pesar de haber nacido en Shanghái, donde se habla el dialecto Wu), así como inglés.

### Creación y audición para el personaje
Short Round lleva el nombre del perro de los guionistas de The Temple of Doom Willard Huyck y Gloria Katz (al igual que Indy y Willie, que llevan los nombres de los perros de George Lucas y Steven Spielberg). La idea inicial de Lucas para el compañero de Indiana era una joven princesa virginal, pero a Huyck, Katz y Spielberg no les gustó la idea. Es difícil no ver en el nombre del personaje un homenaje a la película de Samuel Fuller The Steel Helmet, en la que un joven coreano del mismo nombre hace de guía del protagonista. Alrededor de 6.000 actores en todo el mundo audicionaron para el papel: Jonathan Ke Quan fue elegido después de que su hermano audicionara para el papel. A Spielberg le gustó su personalidad, así que él y Harrison Ford improvisaron la escena en la que Shorty acusa a Indiana de hacer trampa durante un juego de cartas. Quan tenía un instructor de artes marciales para ayudarlo en el set.

## Papel enIndiana Jones and the Temple of Doom
Anteriormente era un taxista en Shanghái, pero quedó bajo el cuidado de Indy. Luego de huir de Lao Che, aterrizan en la India y son recibidos por el chamán de una aldea en donde en los niveles subterráneos de su palacio se encuentran los niños esclavos. Durante una conversación en la cena en el palacio Pankot, Indiana despierta sospechas sobre las actividades de la secta de Los Estranguladores Thugs, adoradores de la diosa Kali que habían desaparecido cien años atrás. Después de la cena, un matón trata de estrangular a Indiana en su propia habitación, por lo cual los tres deciden escapar. Encuentran un pasadizo secreto en el cuarto de Willie que conduce directamente al «Templo de la Perdición» o «Templo Maldito», donde la secta Thug, liderada por el sacerdote Mola Ram, realiza sacrificios humanos y donde se encuentran tres de las cinco piedras Shankara, objetos que le darán a su poseedor un gran poder. A la secta también pertenece el primer ministro, que tiene hechizado al joven marajá.
Indiana Jones roba las piedras, pero descubre que los Thug usan a los niños raptados como esclavos en una mina de diamantes. Indiana, Shorty y Willie son capturados y Mola Ram obliga a Indy a beber la sangre de Kali que lo hipnotiza y luego sacrifique a Willie. Sin embargo, Shorty logra escapar y libera a Indy del hechizo quemándole con una antorcha en el estómago. Los tres huyen del templo con la ayuda del marajá, ya liberado del hechizo, pero los Estranguladores Thug los persiguen en vagonetas por los túneles de la mina hasta un puente colgante. Rodeado, Indiana corta las cuerdas del puente con una espada y logra acabar con muchos de ellos, pero Mola Ram no cae y está a punto de matar a Indiana, quien se salva pronunciando mantras hindúes que provocan que las piedras que continuaban en su bolsa se vuelvan incandescentes y Mola Ram se queme la mano, luego cae al río y muere devorado por los cocodrilos; en ese momento el ejército británico comandado por Phillip Blumburtt llega para acabar con el resto de la secta. Indy retorna triunfal a la aldea con Willie, Shorty, los niños y la piedra sagrada.